# Estatuto do Trabalho Nacional
O Estatuto do Trabalho Nacional, aprovado pelo Decreto-Lei n.º 23 048, de 23 de setembro de 1933, foi um diploma estruturante do sistema corporativo português.

## O conteúdo
O diploma organiza-se em quatro títulos, com o seguinte conteúdo:
Título I: Os indivíduos, a Nação e o Estado na ordem económica e social
Título II: A propriedade, o capital e o trabalho
Capítulo I: Da propriedade
Capítulo II: Do capital
Capítulo III: Do trabalho
a) Do direito ao trabalho e suas condições
b) Do trabalho das mulheres e dos menores
c) Dos contratos coletivos
d) Do trabalho por conta do Estado
Título III: A organização corporativa
a) Princípios fundamentais
b) A previdência social na organização corporativa
Título IV: Magistratura do trabalho

## O conjunto de medidas legislativas
Na mesma data foram publicados cinco outros diplomas que se articulam com o Estatuto do Trabalho Nacional na construção do edifício do estado corporativo português:
O Decreto Lei n.º 23 049, sobre os Grémios, organismos corporativos das entidades patronais;
O Decreto-Lei n.º 23 050, sobre os sindicatos nacionais;
O Decreto Lei n.º 23 051, sobre as Casas do Povo;
O Decreto-Lei n.º 23 052, sobre a construção de casas económicas;
O Decreto Lei n.º 23 053, que cria o Subsecretariado das Corporações e Previdência Social e o Instituto Nacional do Trabalho e Previdência.

## A inspiração do Estatuto do Trabalho Nacional
Segundo Marcelo Caetano, o Estatuto do Trabalho Nacional «corresponde exactamente, pela sua natureza, estrutura e fins, à Carta del Lavoro italiana, da qual até traduz algumas fórmulas de doutrina e organização».